# Lac de Villefort
Le lac de Villefort ou lac Bayard, est le lac de retenue du barrage de Villefort. Il est situé dans le département de la Lozère au nord-ouest de Villefort.

## Histoire
En 1956, Électricité de France (EDF) réalise un état des lieux des cours d'eau qui alimentent le futur lac. Une étude universitaire réalisée en 1998 note, lors de ses recherches, qu'il n'a pas été fait d'autres évaluations entre ces deux dates.
Construit entre 1957 et 1964,, l'objectif de la mise en place d'un lac et de son barrage est de pouvoir alimenter en électricité l'équivalent de 80 000 personnes pour un volume de retenue de 37 millions de mètres cubes d'eau sur une surface de 136 hectares. Une trentaine de personnes, habitant le hameau de Bayard, doivent être expropriées, la mise en eau du lac devant engloutir totalement le village.
Un élevage de truites, d'une production annuelle de 26 tonnes, est situé dans une zone du lac où toutes les activités humaines sont interdites.
En 2011, une étude archéologique est menée dans le proche environnement du lac, révélant l'utilisation des premiers emplois de la poudre noire dans les mines, dès 1640. Le lac de  Villefort fait partie de la concession minière de la société Recylex jusqu'en 1931. Une partie du filon Bayard se trouve dans le village englouti où aucune étude archéologique n'a été préalablement faite lors de l'aménagement des berges et à la mise en eau du lac.
En 2014, les acteurs du territoire dont la communauté de communes de Villefort célèbrent les 50 ans de l'aménagement hydroélectrique réalisé par EDF. Ce lac alimente l'usine hydroélectrique de Pied-de-Borne après une conduite forcée d'environ 10 km.
En 2019, Le lac de Villefort fait l'objet d'une interdiction préfectorale de baignade et de consommation de poissons à cause de la présence d'algues toxiques (cyanobactérie neurotoxique).

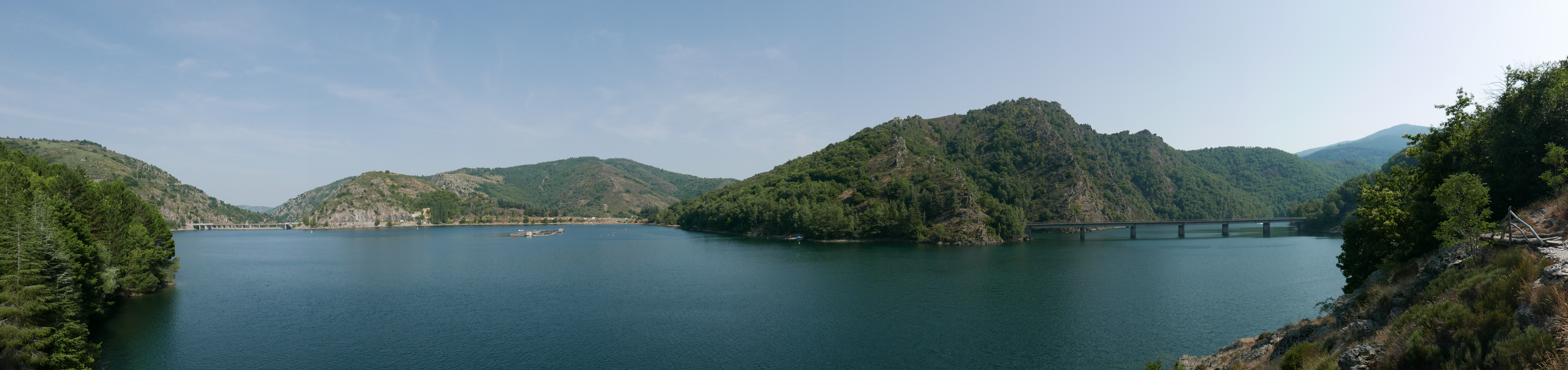
Vue panoramique du lac en 2015.

## Aspect touristique
Le lac et le barrage représentent un point de tourisme lozérien, pour lequel un circuit de promenade est aménagé autour du lac d'une longueur de 7,3 km. Des espaces ludiques et touristiques sont aménagés au fil des années.
Tels que :
- la maison de la pêche ;
- Un hôtel-restaurant ;
- Un camping ;
- Une guinguette ;
- Une base nautique, permettant d'y pratiquer la planche à voile ;
- Un parc acrobatique dans les arbres.

## Géologie
Les roches du secteur sont principalement des granites et des micaschistes noir et quartzo-feldspathique. Des quartzites sont également présentes et le secteur présente des filons de quartz minéralisés.
Depuis l'Antiquité, de nombreux gisements argentifères ont fait l'objet d’exploitations entre le mont Lozère et la vallée du Chassezac, aux limites des départements du Gard, de la Lozère et de l'Ardèche.
L'étude archéologique réalisée en 2011 a permis de faire des investigations complémentaires de recherches historiques et archéologiques pour démontrer la précocité de l’arrivée de la poudre à Villefort. Cette découverte met en valeur une nouvelle page d'histoire sur la diffusion d'une technique qui a révolutionné l’art des mines.
Sur le plan géologique, le secteur est caractérisé par une roche cristalline de type granite et/ou granite rose qui peut par endroits être plus ou moins altérée. Il est possible, dans ce cas, de rencontrer du feldspath et d'autres minéraux issues de la décomposition du granit.

## Protection
Depuis le 31 août 1972, le lac et ses abords représentent un site inscrit sur l'inventaire des lieux pittoresques du département. Cette zone de protection s'étend sur une surface de 340 hectares.
Depuis le 28 juin 2013, la mise en place et l'entretien de la signalisation sont assurés par la communauté de communes de Villefort.
Se substituant aux précédents de 2009 et 2014, un arrêté est publié le 1er juin 2016, pour réglementer la navigation de plaisance et les activités sportives diverses.

## Galerie

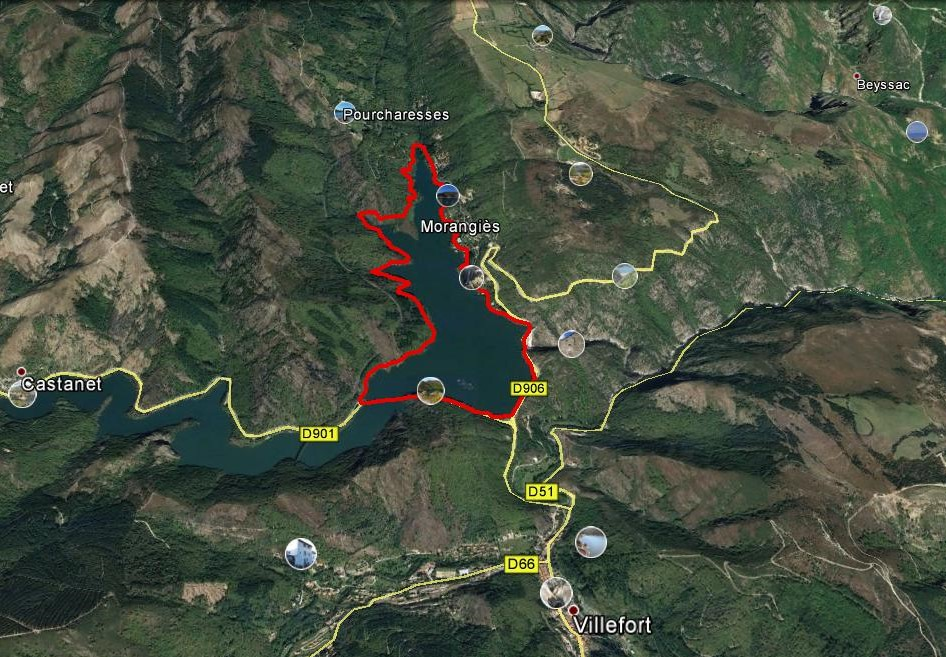
Balade : Le tracé en rouge indique l'un des parcours de 7,3 km en 2018.
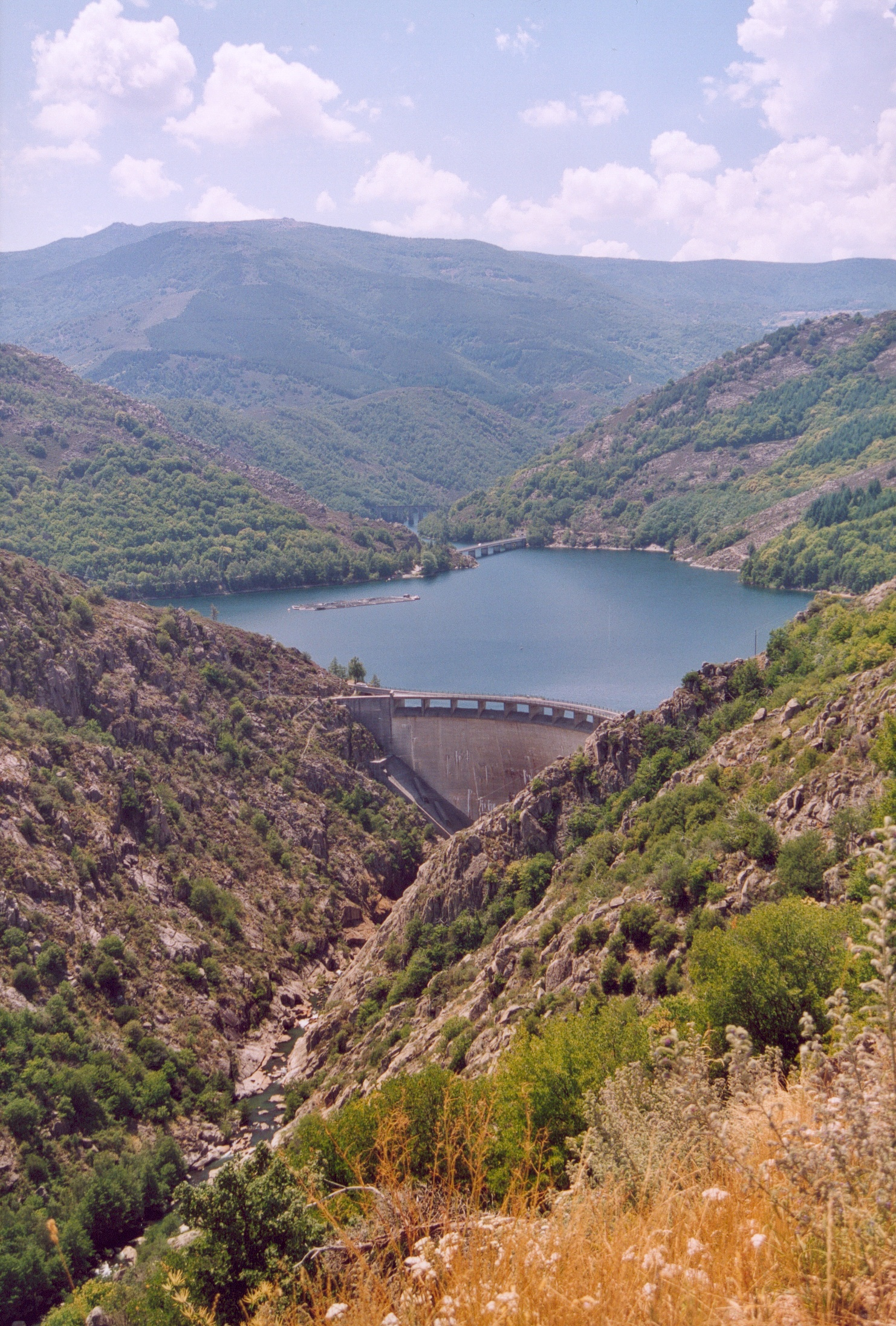
Vue du barrage et du lac en 2006.
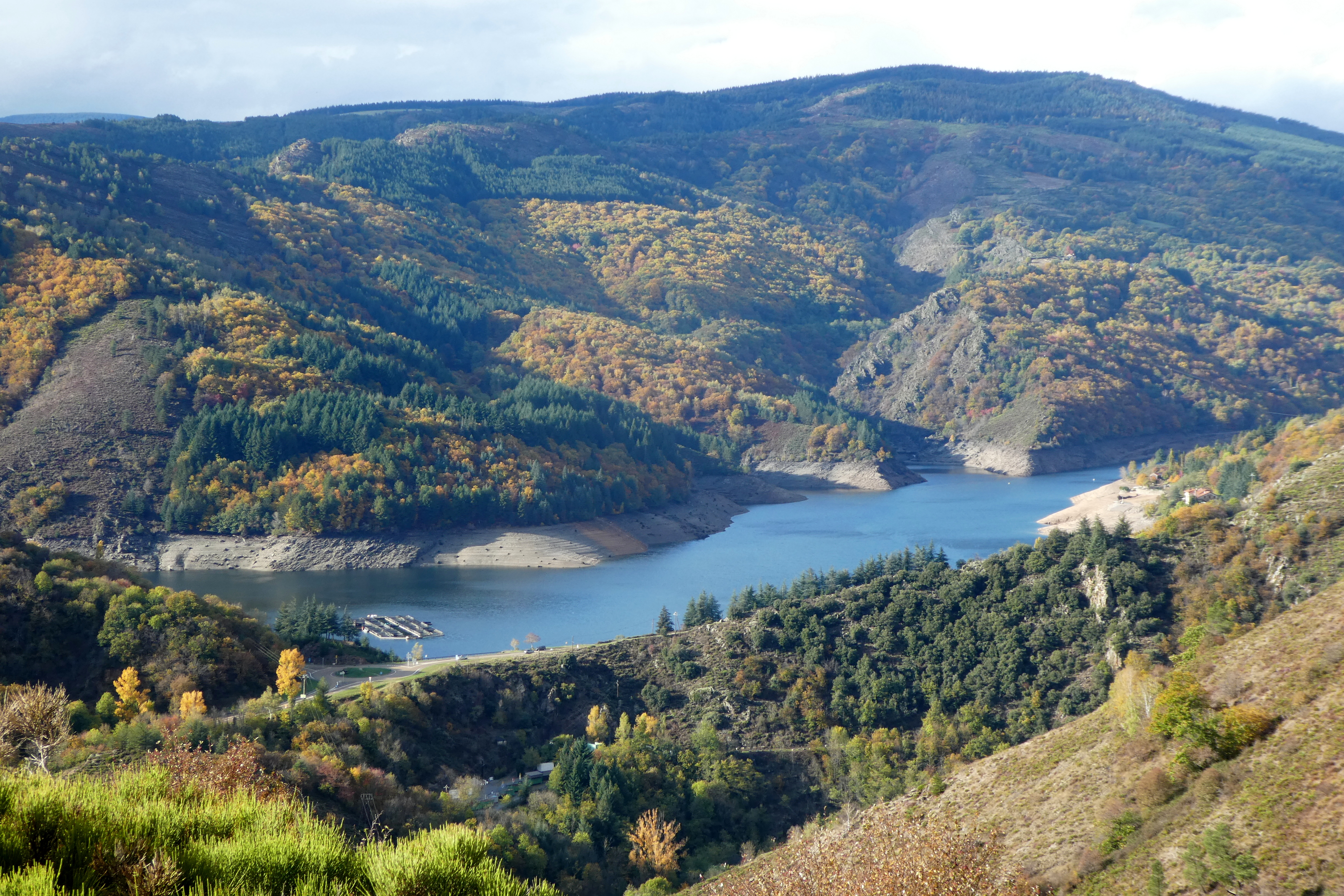
Vue générale du lac en 2020.
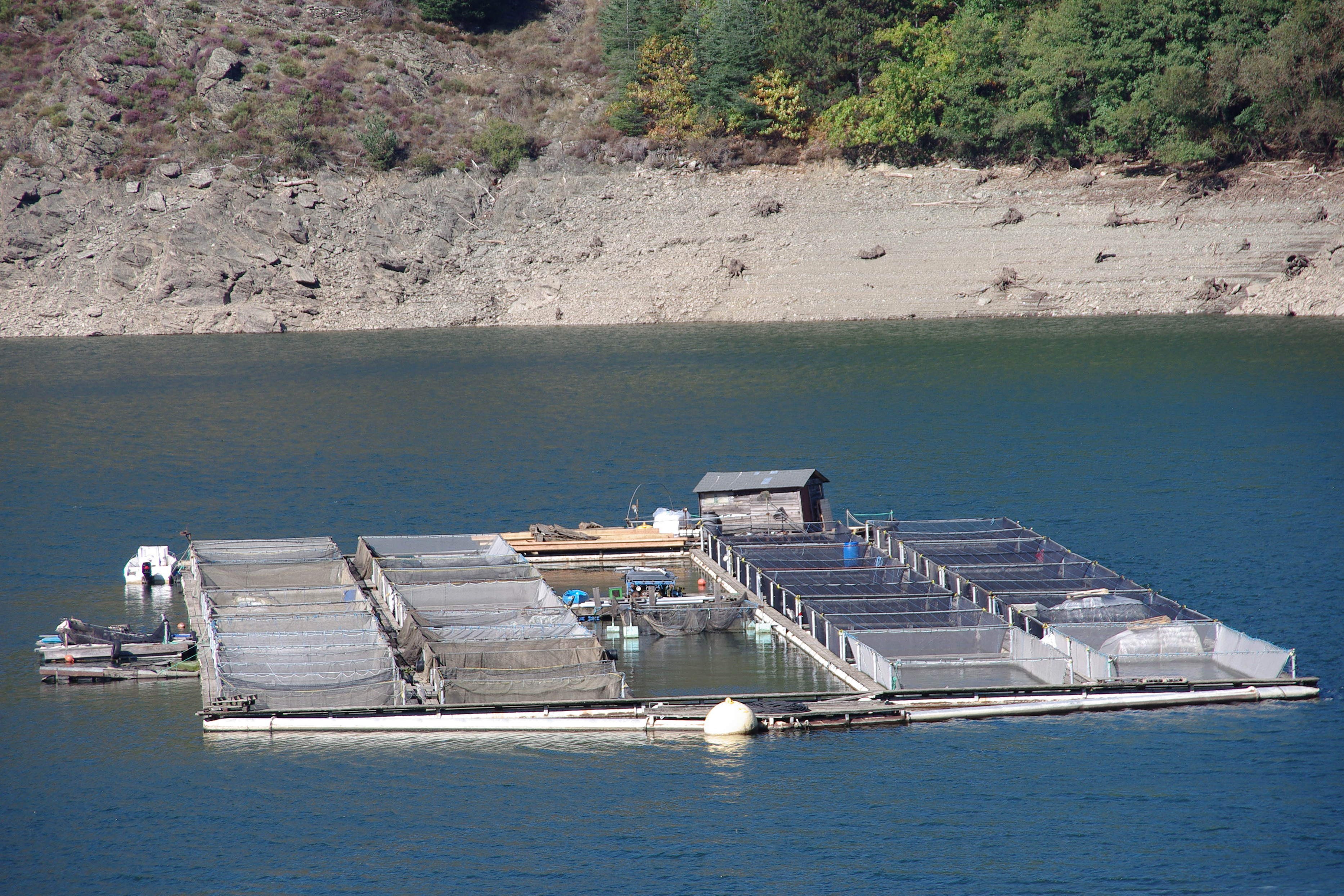
Vue de la pisciculture sur le lac en 2009.
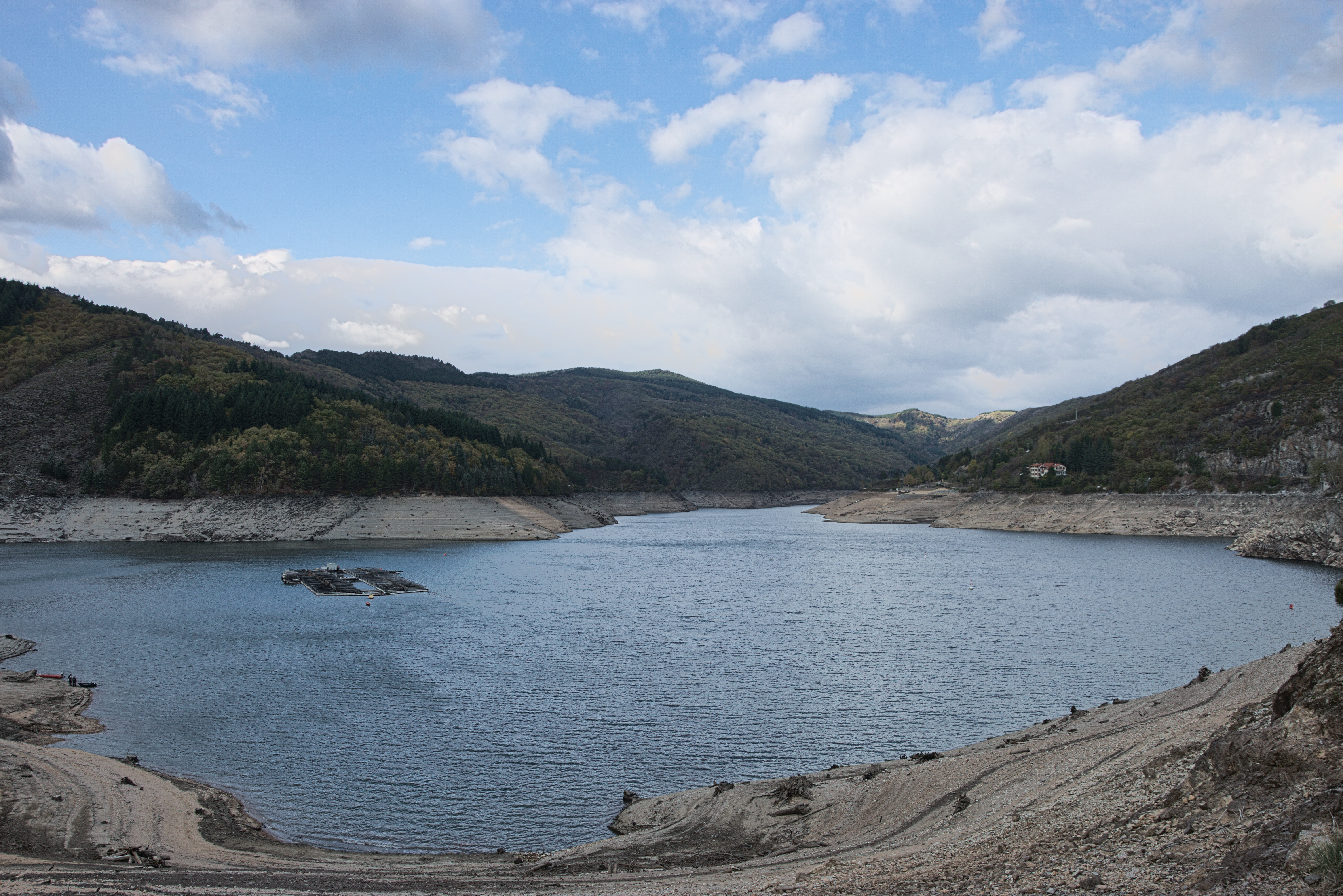
Vue générale du lac avec un étiage bas, en octobre 2017.
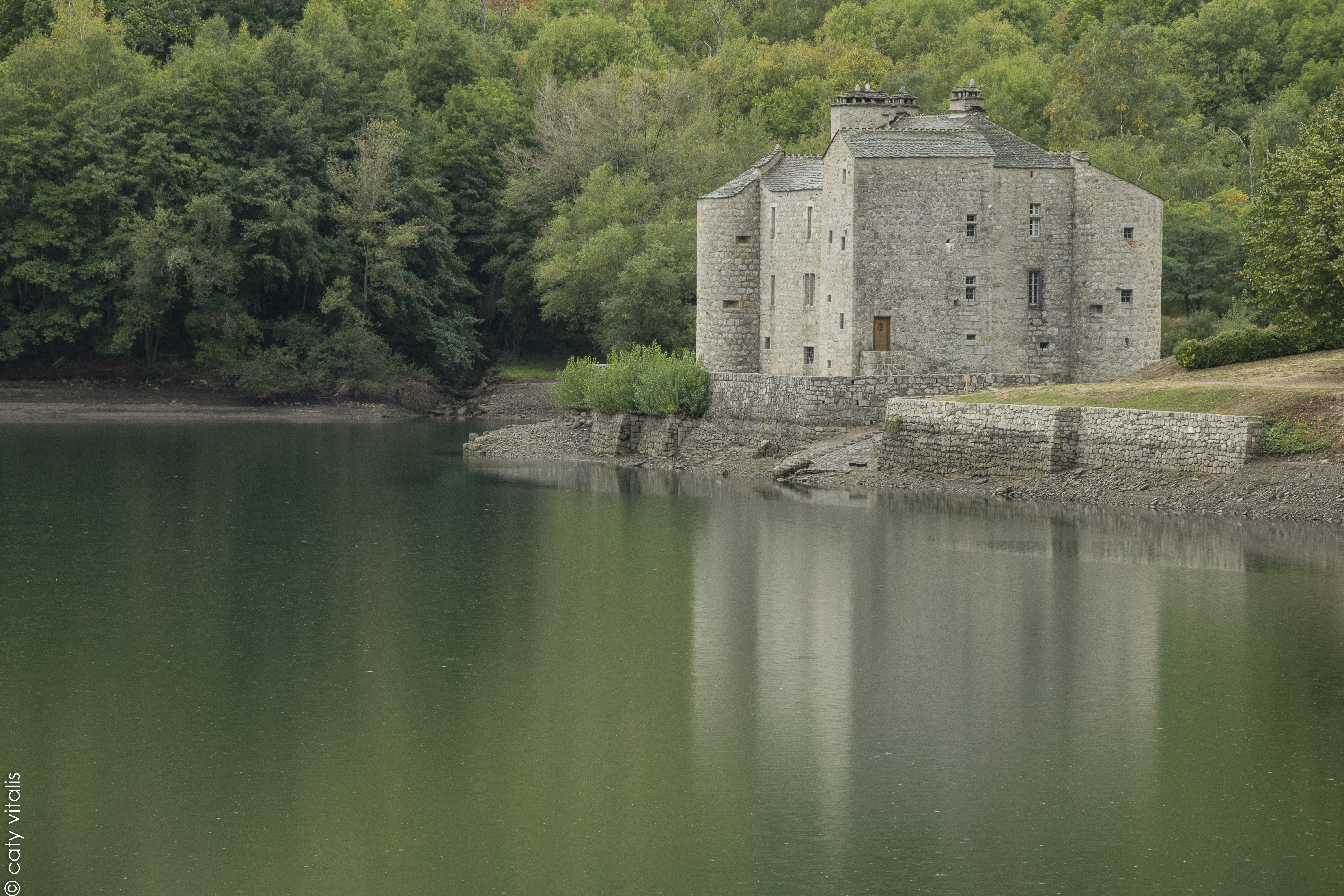
Vue du château de Castanet au bord du lac, en 2017.
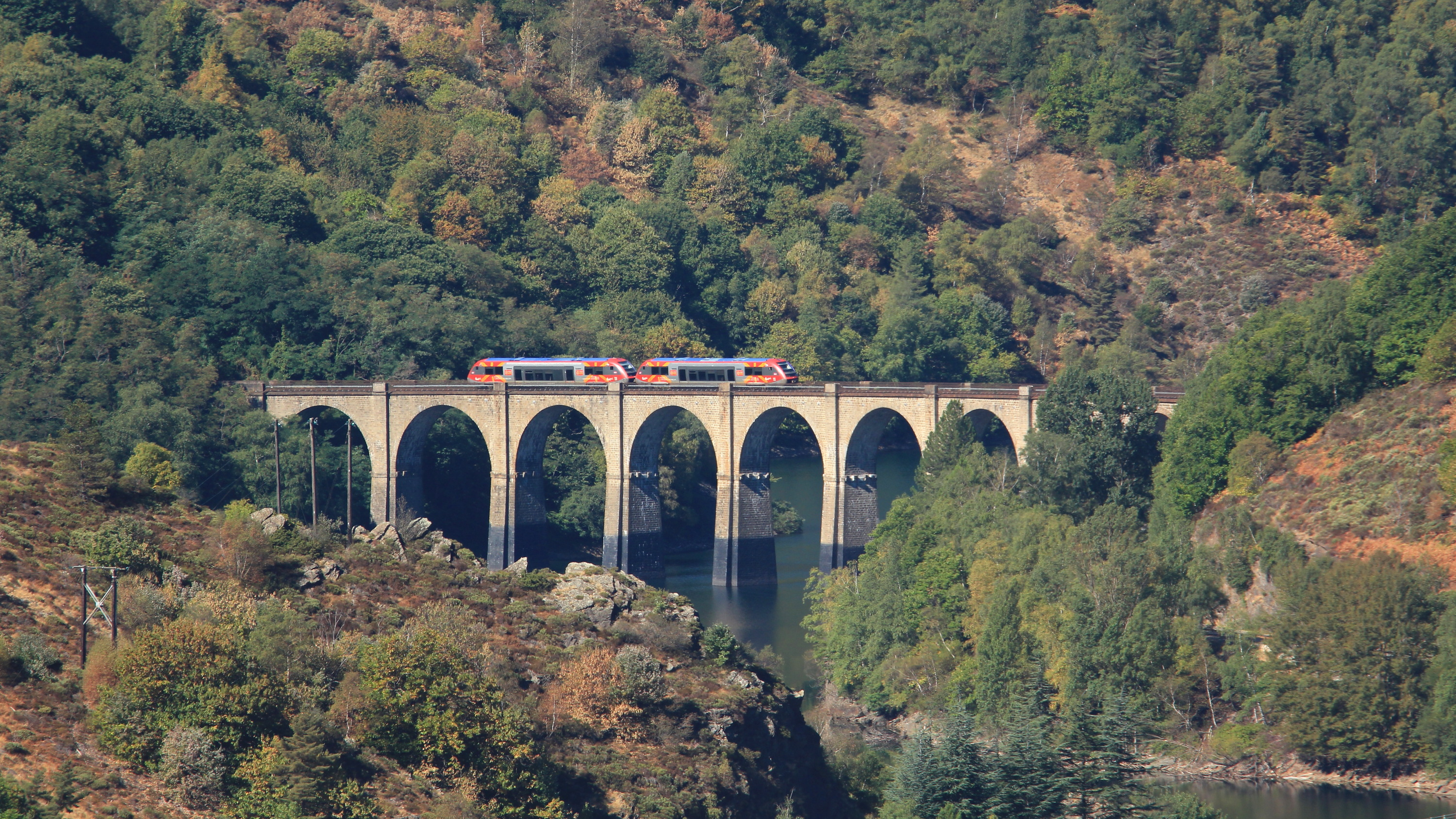
Le viaduc de l'Altier, en partie immergé par le lac.